# Брадати заморац
Брадати заморац (лат. Cercopithecus ascanius) је врста примата (Primates) из породице мајмуна Старог света (Cercopithecidae). 

## Распрострањење
Ареал врсте је ограничен на мањи број држава. 
Врста има станиште у ДР Конгу, Бурундију (присуство непотврђено), Руанди и Уганди.

## Станиште
Станиште врсте су шуме. Врста је по висини распрострањена до 2.900 метара надморске висине.

## Угроженост
Ова врста се сматра рањивом у погледу угрожености врсте од изумирања.